# دو زاری کسی افتادن
دو زاری کسی کج بودن یک اصطلاح در زبان فارسی امروزی است و به کسانی گفته می‌شود که یک موضوع و مطلب را دیر می‌فهمند و درک می‌کنند. این اصطلاح به زمانی که در ایران از سکه‌های ۲ ریالی و نظایر آن برای تلفن کردن استفاده می‌شد، باز می‌گردد. زیرا سکه‌های کج توسط دستگاه تلفن عمومی پذیرفته نمی‌شد و خط آزاد نمی‌گردید.